# Borbála fürdő (Trier)
A Borbála fürdő (Barbarathermen) egyike a Trierben található római kori fürdőknek. 1986-ban város több római kori műemlékével együtt a világörökség része lett.
A fürdő a 2. században épült. A mérete az építéskor valószínűleg 172×240 m volt. Sajnos, ma ezt csak feltételezni lehet, mivel az építmény évszázadokon át kőfejtőként szolgált a házak és templomok építéséhez.
Mivel a testápolás igen fontos volt az ókori római kultúrában, Trier – noha nem tartozott a birodalom legnagyobb városai közé – több fürdővel is rendelkezett. A Borbála fürdő Kr. u. 150 körül épült és akkoriban a birodalom harmadik legnagyobb fürdőpalotája volt. Ez egyértelműen bizonyítja, hogy Trier, a provincia virágzásnak induló székhelye, szép jövedelemre tett szert, elsősorban a kereskedelemből. A rómaiak végleges kivonulásáig az épület érintetlenül maradt, majd hosszú időkön át frank nemesek lakoztak benne, akik ezek szerint nem voltak abban a helyzetben, hogy hasonlóan kényelmes építményeket emeljenek. A fürdők romlása 1300 körül kezdődött, mert akkor már senki nem törődött velük. A romokat 1611-ben a jezsuita kollégium építésénél használták fel. Ami ezek után megmaradt, 1673-ban egy Vignory nevű francia tábornok robbantotta fel. A mai napig fennmaradtak, noha csak részben látogathatók, a föld alatti folyosók a fürdőt kiszolgáló fűtési rendszerrel és vízvezetékkel.

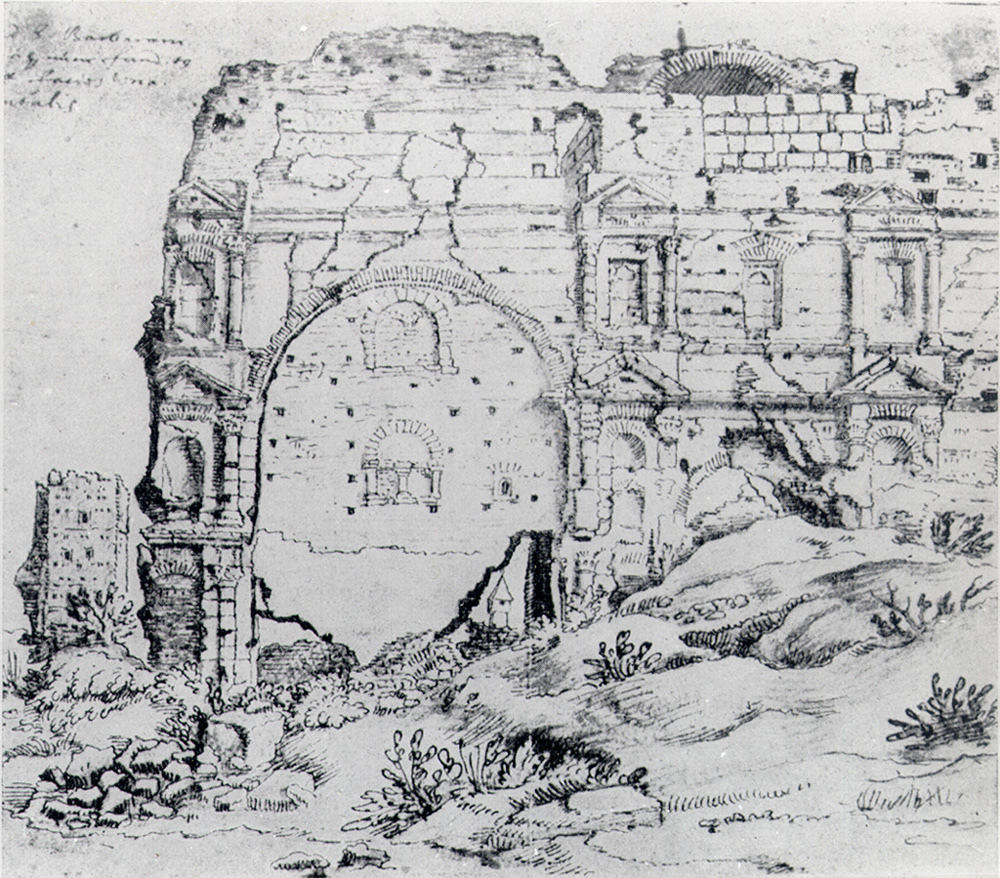
Borbála fürdő

## Fordítás
- Ez a szócikk részben vagy egészben  a   Barbarathermen című német Wikipédia-szócikk ezen változatának fordításán alapul.  Az eredeti cikk szerkesztőit annak laptörténete sorolja fel. Ez a jelzés csupán a megfogalmazás eredetét és a szerzői jogokat jelzi, nem szolgál a cikkben szereplő információk forrásmegjelöléseként.